# 高德勒渦旋

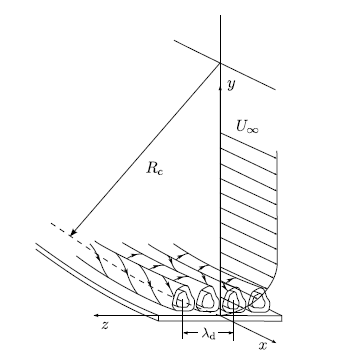
彎曲管璧邊界層中的高德勒渦旋

高德勒渦旋（Görtler vortices）為流體力學名詞，是指當邊界層流經過彎曲管壁時出現的二次流。若邊界層厚度小於曲率半徑，沿著管壁的壓力會維持定值，但若邊界層厚度和曲率半徑相當，離心力會使沿著管壁的壓力開始變化，因此會形成離心的不穩定（高德勒不穩定性），並形成高德勒渦旋。

## 高德勒數
高德勒渦旋的影響可以用無量綱高德勒數（G）表示，高德勒數是邊界層中离心作用和黏滯力之間的比值，可以表示為
{\displaystyle \mathrm {G} ={\frac {U_{e}\theta }{\nu }}\left({\frac {\theta }{R}}\right)^{1/2}}
其中
{\displaystyle U_{e}} = 外部速度
{\displaystyle \theta } = 動量邊界層厚度
{\displaystyle \nu } = 動黏度
{\displaystyle R} = 壁的曲率半徑
當G超過約0.3時，會出現高德勒不穩定性。